# Andrzej Tolibowski (zm. 1510)
Andrzej Tolibowski (Tulibowski) herbu Nałęcz (zm. w 1510) – stolnik dobrzyński w latach 1503–1510, miecznik dobrzyński przed 1503 rokiem.
Poseł na sejm piotrkowski 1504 roku z ziemi dobrzyńskiej.